# Očelice
Očelice (německy Otschelitz) jsou obec, která se nachází v okrese Rychnov nad Kněžnou v Královéhradeckém kraji. Žije zde 235 obyvatel.

## Historie
První zmínka o Očelicích pochází z roku 1378. V té době stávala v Očelicích tvrz s poplužním dvorem, patřící cisterciáckému klášteru Svaté Pole. V roce 1420 ji dobyli Orebité. Jediným pozůstatkem po této tvrzi jsou v sadě usedlosti č.p. 10 výrazné terénní vlny po valech a vodních příkopech.
Součástí obce je Městec nad Dědinou, o němž je první zmínka z r. 1465. Obě obce po staletí patřily k opočenskému panství. Zatímco Očelice bývaly vsí, Městec nad Dědinou je uváděn jako městečko. V roce 1849 se staly samostatnými obcemi a v roce 1960 vznikla sloučená obec Očelice.
Dominantou očelické návsi je kaple sv. Petra a Pavla, která byla postavena roku 1872, a budova bývalé školy, která byla postavena roku 1893.

## Části obce
- Očelice
- Městec

## Galerie

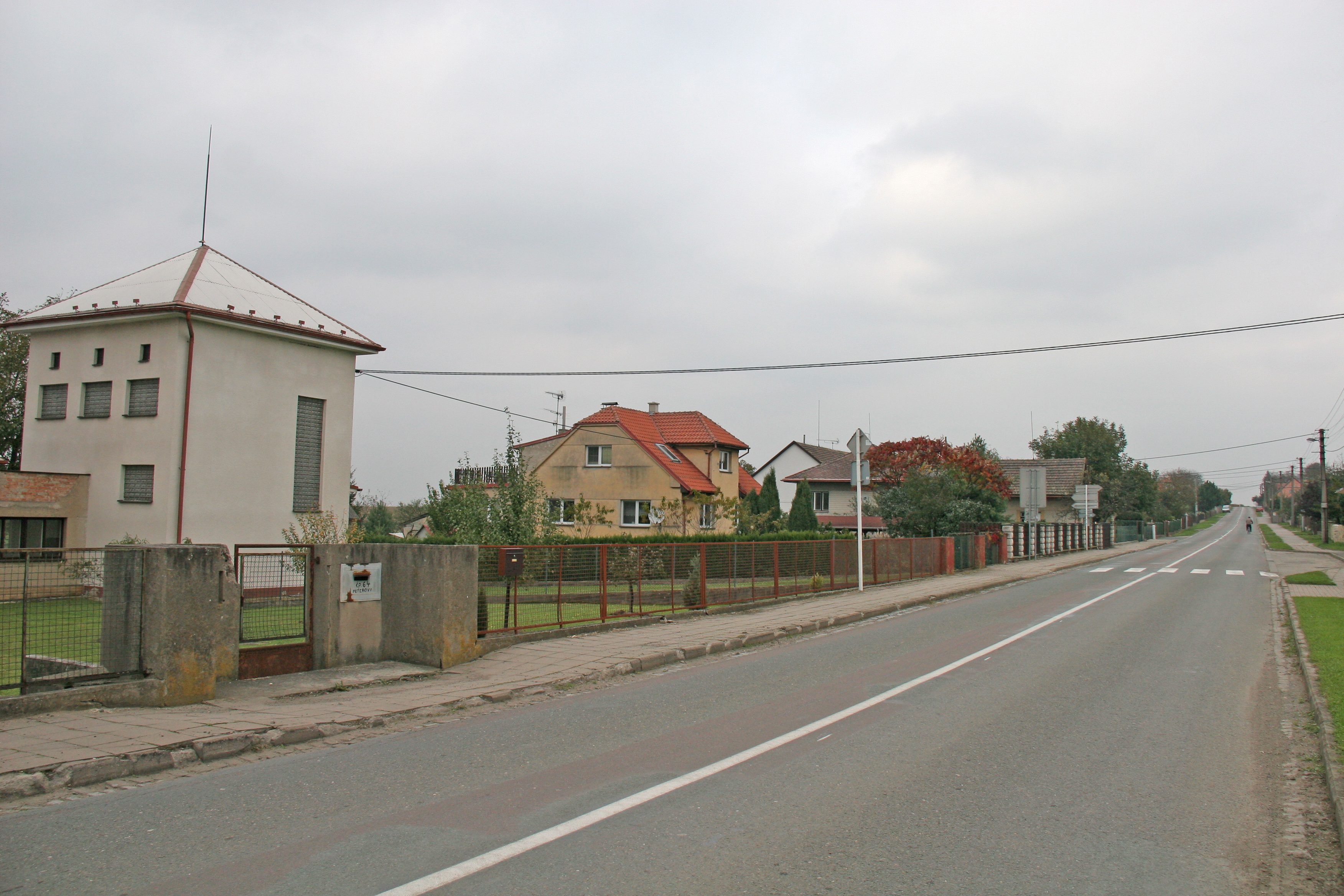
Hlavní silnice
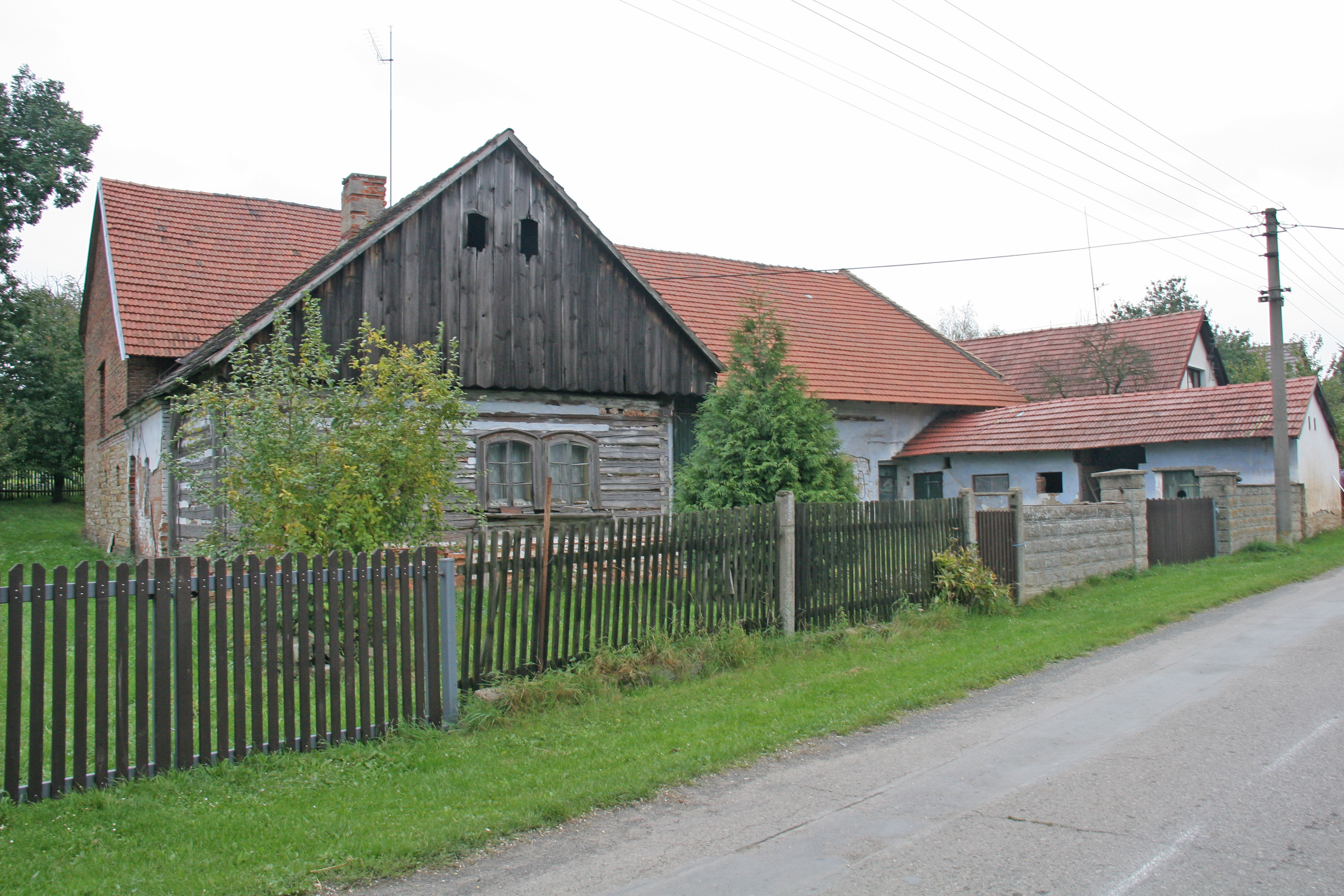
Stavení čp.6
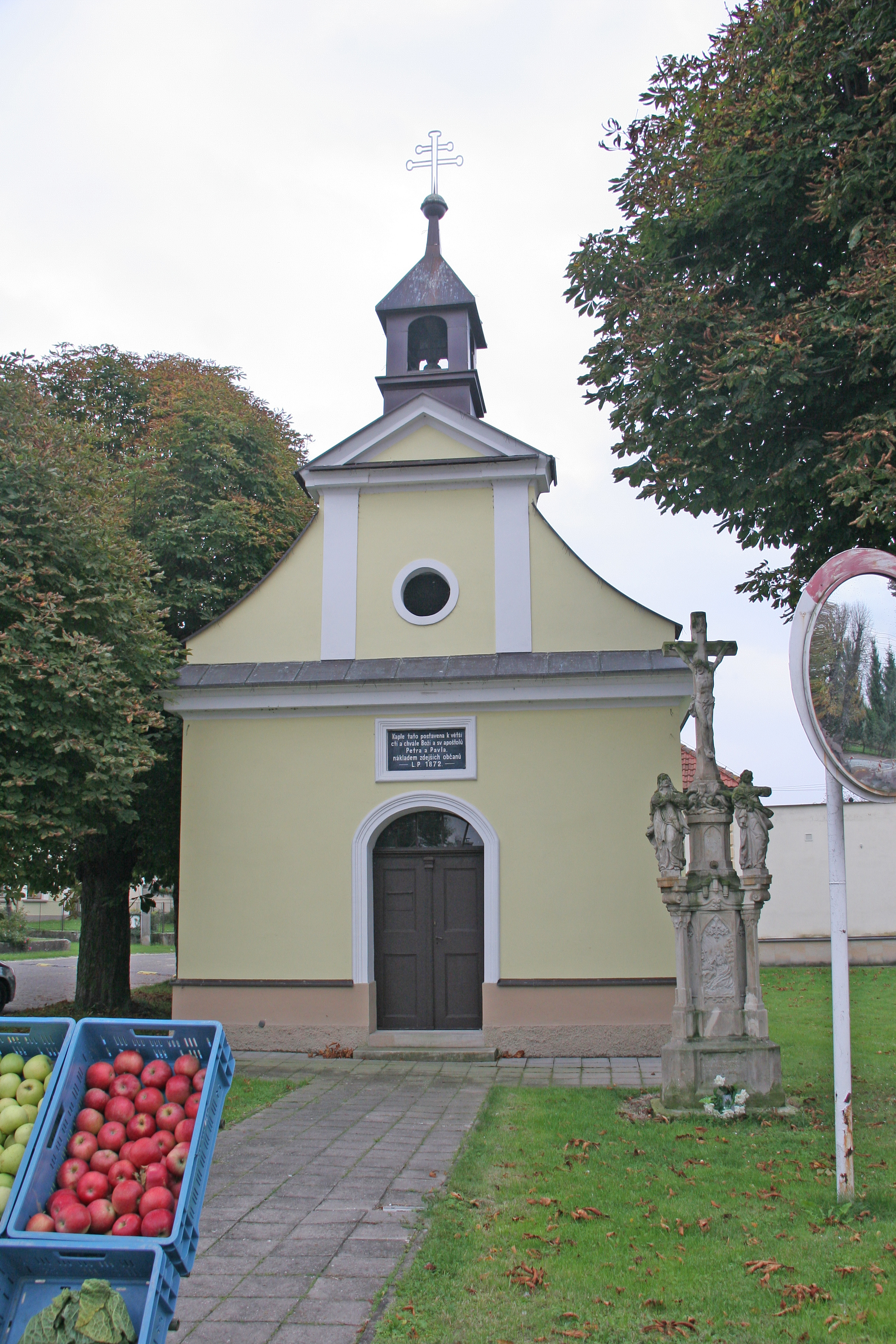
Kaple
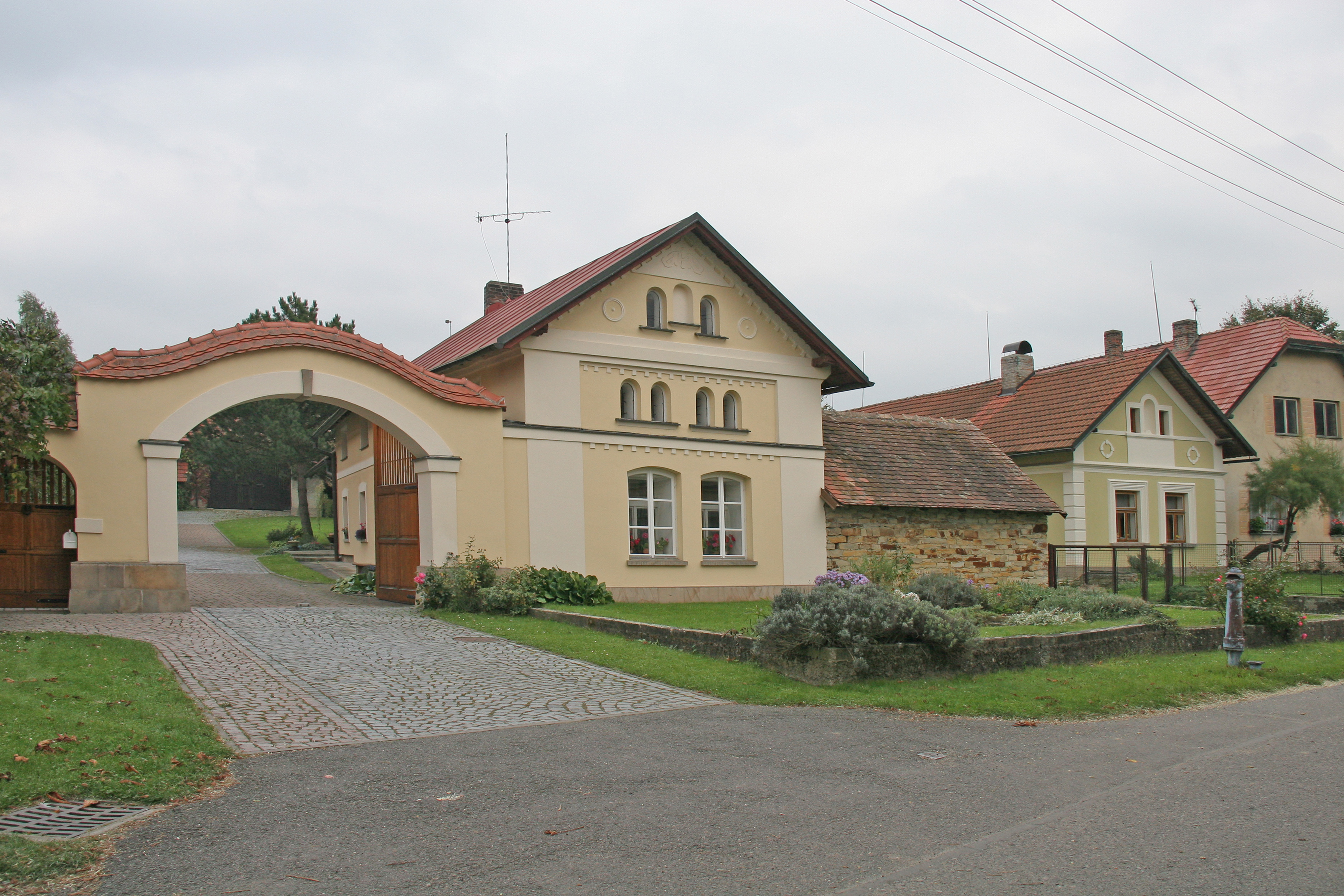
Stavení čp.3
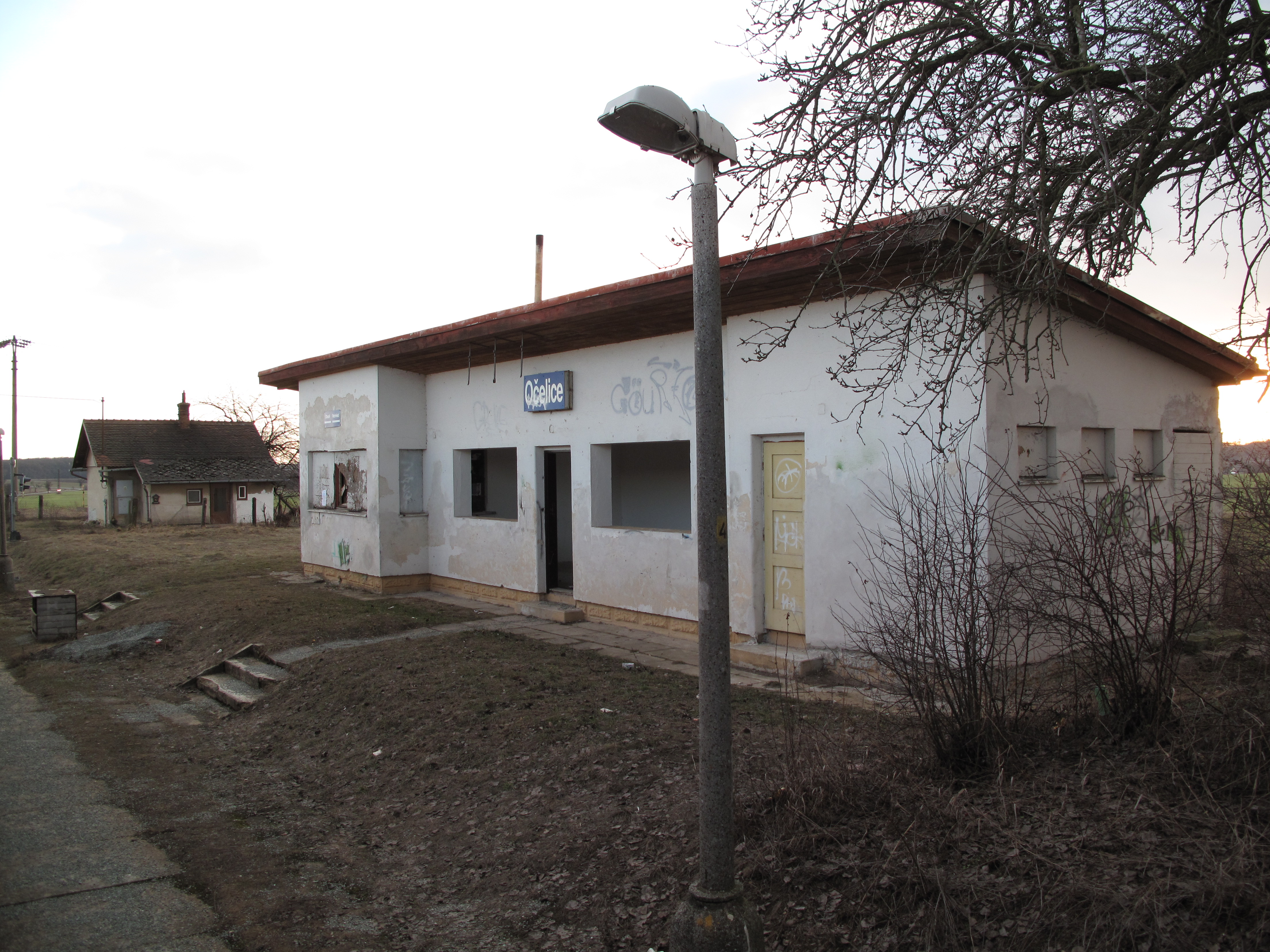
Železniční zastávka
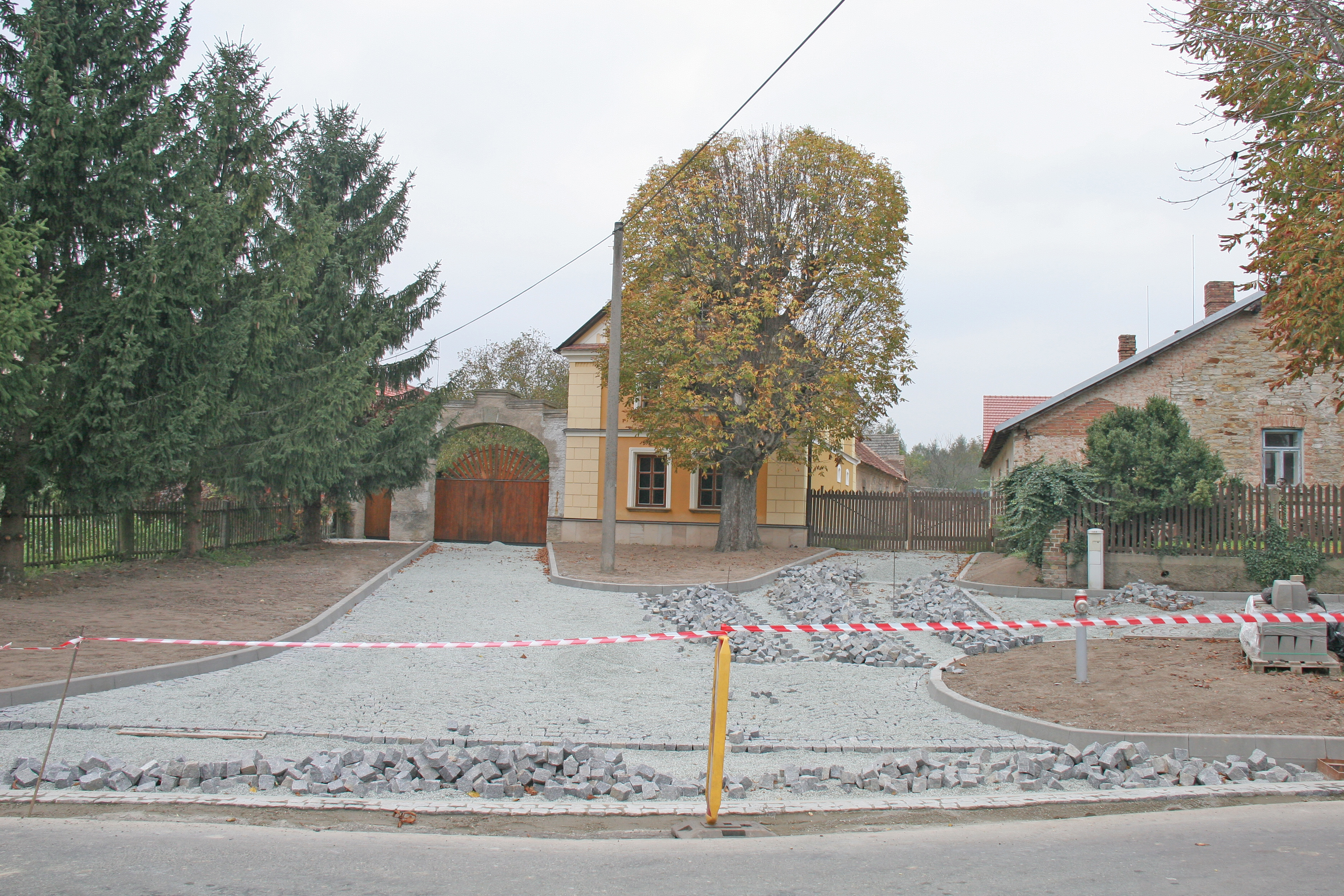
Stavení čp.12